# A S.W.A.T. – Különleges egység epizódjainak listája
Ez a lista a S.W.A.T. – Különleges egység (S.W.A.T.) című amerikai sorozat epizódjait tartalmazza.
A sorozat 2017. november 2-án indult a CBS televíziós csatornán az Amerikai Egyesült Államokban. Magyarországon az AXN kezdte el sugározni 2018-ban.

## Évados áttekintés
| Évad | Évad | Részek száma | Részek száma | Eredeti sugárzás     | Eredeti sugárzás | Eredeti adó         | Magyar sugárzás     | Magyar sugárzás    | Magyar adó |
| Évad | Évad | Részek száma | Részek száma | Évadbemutató         | Évadzáró         | Eredeti adó         | Évadbemutató        | Évadzáró           | Magyar adó |
| ---- | ---- | ------------ | ------------ | -------------------- | ---------------- | ------------------- | ------------------- | ------------------ | ---------- |
|      | 1.   | 22           | 22           | 2017. november 2.    | 2018. május 17.  |                     | 2018. március 7.    | 2018. augusztus 1. |            |
|      | 2.   | 23           | 23           | 2018. szeptember 27. | 2019. május 16.  | 2019. március 13.   | 2019. augusztus 14. |                    |            |
|      | 3.   | 21           | 21           | 2019. október 2.     | 2020. május 20.  | 2020. március 18.   | 2020. december 16.  |                    |            |
|      | 4.   | 18           | 18           | 2020. november 11.   | 2021. május 26.  | 2021. április 7.    | 2021. október 27.   |                    |            |
|      | 5.   | 22           | 22           | 2021. október 1.     | 2022. május 22.  | 2022. március 23.   | 2022. július 20.    |                    |            |
|      | 6.   | 22           | 22           | 2022. október 7.     | 2023. május 19.  | 2023. március 22.   | 2023. július 5.     |                    |            |
|      | 7.   | 13           | 13           | 2024. február 16.    | 2024. május 17.  | 2024. november 6.   | 2025. január 29.    |                    |            |
|      | 8.   | 22           | 22           | 2024. október 18.    | 2025. május 16.  | 2025. szeptember 1. | 2025. október 7.    |                    |            |

## 1. évad (2017–2018)
| Sor. | Év. | Cím                              | Rendező              | Író                                | Premier                              | Nézettség   |
| --- | --- | -------------------------------- | -------------------- | ---------------------------------- | ------------------------------------ | ----------- |
| 1. | 1.  | Bevezető (Pilot)                 | Justin Lin           | Aaron Rahsaan Thomas és Shawn Ryan | 2017. november 2. 2018. március 7.   | 6,74 millió |
| Egy helyi születésű SWAT őrmester, az egykori tengerészgyalogos Daniel „Hondo” Harrelson új feladatot kap: egy speciális taktikai csoport, azaz a legkeményebb Los Angeles-i rendvédelmi egység vezetésével bízzák meg. |     |                                  |                      |                                    |                                      |             |
| 2. | 2.  | A kés éle (Cuchillo)             | Billy Gierhart       | Craig Gore                         | 2017. november 9. 2018. március 14.  | 6,59 millió |
| Hondo és a SWAT egység Los Angeles szerte indul bevetésre négy szabadon lévő elítélt felkutatására, akik között egy olyan erőszakos bűnöző is található, akit Jessica segítségével állítottak bíróság elé. De sietniük kell, mert egy másik csapat, a rivális Munford egysége is próbálja bezsákolni a bűnözőket. Hondo vezetői képességei akkor kérdőjeleződnek meg, amikor Street látványosan figyelmen kívül hagyja a SWAT eljárási szabályzatát. |     |                                  |                      |                                    |                                      |             |
| 3. | 3.  | Családtagok (Pamilya)            | Billy Gierhart       | Sam Humphrey                       | 2017. november 16. 2018. március 21. | 6,26 millió |
| Az újonc Jim Street saját helyét kockáztatja Hondo egységében, amikor szívességet tesz börtönben ülő anyjának, és ez a SWAT-ban elindult karrierjét is veszélybe sodorja. A SWAT egység azt a kegyetlen bűnözőt keresi, aki egy olyan drogcsempész bandát irányít, amelyik migránsok segítségével viszi át az illegális szert a határon. |     |                                  |                      |                                    |                                      |             |
| 4. | 4.  | Egy jobb világ nevében (Radical) | Greg Beeman          | Kent Rotherham                     | 2017. november 23. 2018. március 28. | 5,84 millió |
| Miután egy bombakészítő is meghal egy Highland Parkbeli robbantásban, a SWAT egység az idővel fut versenyt, hogy megtalálja az elkövető társát, aki további robbantásokat tervez. Hondo korábbi főnökének, Bucknak próbál segítséget nyújtani, mert aggódik, hogy a férfi túlságosan elszigetelődik, miután kirúgták a SWAT-ból. |     |                                  |                      |                                    |                                      |             |
| 5. | 5.  | Előkelő környék (Imposters)      | Guy Ferland          | VJ Boyd                            | 2017. november 30. 2018. április 4.  | 6,71 millió |
| Amikor ál SWAT kommandósok sorozatos betöréseket követnek el egy gazdag lakónegyedben, Hondo és egysége azt gyanítja, hogy a betöréseket elszenvedő családok mind titkolnak valamit. Amikor Deacon és Luca azt a feladatot kapja, hogy védjenek meg egy látogatóba érkező profi hokijátékost, aki halálos fenyegetéseket kap, a sportoló zűrös természete további bonyodalmakat okoz.                                                                |     |                                  |                      |                                    |                                      |             |
| 6. | 6.  | Beépített ember (Octane)         | Eagle Egilsson       | Michael Jones-Morales              | 2017. december 7. 2018. április 11.  | 6,25 millió |
| Hondo félreteszi Jim Street vakmerőségével kapcsolatos aggályait és megengedi az újoncnak, hogy beépüljön brókerként egy luxusautó lopással foglalkozó szervezetbe. Hondo meglátogatja Raymond Harrist, a tinédzsert, akit a közelmúltban a SWAT csapat egykori tagja meglőtt. |     |                                  |                      |                                    |                                      |             |
| 7. | 7.  | Gyilkosság Kft. (Homecoming)     | John Showalter       | Alison Cross                       | 2017. december 14. 2018. április 18. | 6,45 millió |
| Amikor Hondo bebörtönzött gyermekkori barátja arra kéri őt, hogy megvédje a fiát , a SWAT csapat kapcsolatba kerül egy új, helyi bűnszervezettel. Luca nagyapja, egy SWAT legenda meghal, Luca nemcsak a gyásszal, de egy fájdalmas családi titokkal is küzd. |     |                                  |                      |                                    |                                      |             |
| 8. | 8.  | Csoda a mélyben (Miracle)        | Holly Dale           | A.C. Allen                         | 2017. december 21. 2018. április 25. | 6,28 millió |
| Hondo és a SWAT csapat a karácsonyi ünnepek alatt is kénytelen dolgozni, amikor egy kábítószer-kartell bosszúra szomjazik, miután ellopták az aranyrúdjaikat. Emellett Jessica felhívja magára a figyelmet, amikor felkeresi a Rendőrségi Bizottság elnökét Michael Plank-et, a SWAT-divízió fejlesztésével kapcsolatos ötleteivel. |     |                                  |                      |                                    |                                      |             |
| 9. | 9.  | Vakfolt (Blindspots)             | Billy Gierhart       | Michael Gemballa                   | 2018. január 4. 2018. május 2.       | 6,21 millió |
| Amikor Hondo ellen panaszt tesznek, ezért Deacon-nek kell átvennie a vezetést. A csapatnak egy olyan rablóbandát kell megtalálnia, akik célpontja a városban található marihuána patikák. Tan hasonlóságot észlel a mostani rablások és pár korábbi rablás között, mikor még a hollywoodi LAPD-nél dolgozott. Egy olyan informátor segítségét kell kérnie, akivel a kapcsolata bonyolúlt.                                                            |     |                                  |                      |                                    |                                      |             |
| 10. | 10. | Börtönlázadás (Seizure)          | Larry Teng           | Aaron Rahsaan Thomas               | 2018. január 11. 2018. május 9.      | 6,38 millió |
| A SWAT csapatnak egy börtön lázadás során kell kimenekíteni a túszokat. Hondo azt gyanítja, hogy a fogvatartottak lázadásának hátsó szándéka van. Deacon felesége Annie, látogatást tesz a csapat székhelyén, hogy megünnepeljék Deacon 10.-dik évét a csapatban. A látogatás azonban nem várt fordulathoz vezet. |     |                                  |                      |                                    |                                      |             |
| 11. | 11. | Rabló-pandúr (K-Town)            | Omar Madha           | Craig Gore                         | 2018. január 18. 2018. május 16.     | 6,02 millió |
| Hondo csapata részt vesz a LAPD-DEA közös munkacsoportjában a helyi koreai kábítószer-csempészek elfogásában. A nyomozás ideje alatt Katrina Walsh DEA ügynököt elrabolják, ez arra kényszerítette Hondo-t, hogy megmentse. A mentés során Jae Kim-et azonosítják a csempészet vezetőjeként, de nem tudják letartóztatni, így Hondo Kimmel szemben áll közvetlenül.                                                                                  |     |                                  |                      |                                    |                                      |             |
| 12. | 12. | Cián (Contamination)             | Elodie Keene         | Robert Wittstadt                   | 2018. február 1. 2018. május 23.     | 6,23 millió |
| Az FBI és a SWAT csapat egyesítik erejüket , hogy megtalálják egy milícia-csoport tagjait, akik egy terrortámadást terveznek. |     |                                  |                      |                                    |                                      |             |
| 13. | 13. | Bevándorlók (Fences)             | Alex Graves          | Sam Humphrey                       | 2018. március 1. 2018. május 30.     | 5,32 millió |
| Hondo és Jessica titkos kapcsolatára fény derül, amikor Michael Plank felfedi a köztük levő viszonyt. Hondo és csapata segítséget nyújtanak egy szövetségi nyomozáshoz, hogy egy szökevényt elkapjanak. Ennek következtében egy városi szintű bevándorlási vita központjában találják magukat. |     |                                  |                      |                                    |                                      |             |
| 14. | 14. | Szellemek (Ghosts)               | John Showalter       | Michael Jones-Morales              | 2018. március 8. 2018. június 6.     | 5,57 millió |
| Hondo és csapata egy sorozat gyilkos nyomába ered, aki két évvel korábban megúszta az igazságszolgáltatást azzal, hogy saját halálát színlelte. Eközben Hondó aggódik, hogy Buck Spivey, a csapat korábbi vezetője depresszióssá válik, miután kirúgták az osztályról. |     |                                  |                      |                                    |                                      |             |
| 15. | 15. | Profi munka (Crews)              | Hanelle M. Culpepper | V.J. Boyd                          | 2018. március 29. 2018. június 13.   | 5,26 millió |
| A küldetés személyes üggyé válik Hondo számára, amikor informátor barátját megölik, miközben az pont információt próbált meg szerezni egy olyan betörő bandával kapcsolatosan, amelyet a SWAT és az FBI taktikai egységek is próbálnak elkapni. Amikor az FBI taktikai egységének vezetője elkezd kiszámíthatatlanul viselkedni, Jessica aggódni kezd, hogy a nő viselkedése veszélybe sodorja a csapatot.                                           |     |                                  |                      |                                    |                                      |             |
| 16. | 16. | Menhely (Payback)                | Billy Gierhart       | Alison Cross                       | 2018. április 5. 2018. június 20.    | 5,05 millió |
| Amikor egy fiatal örökösnőt, Juliette Carltont váltságdíj fejében elrabolnak, Hondo és a SWAT egység széles körű kutatásba kezd annak érdekében, hogy még azelőtt hazahozhassák a nőt, hogy baj érné. Mumford bejelenti, hogy negyedjére is megházasodik, de a csapat úgy véli, hogy talán egy kicsit lassítania kellene. |     |                                  |                      |                                    |                                      |             |
| 17. | 17. | Fegyvertár (Armory)              | Rob J. Greenlea      | Craig Gore                         | 2018. április 12. 2018. június 27.   | 5,31 millió |
| Hondo és a SWAT egység egy túszdrámát próbál megoldani, amelyben egy korábbi elítélt egy helyi családot tart fogva. A küldetés veszélyes fordulatot vesz, ami az egész csapatot bajba sodorja. Amikor Street belefárad a bonyolult szerelmi életébe, beleegyezik, hogy Chris átalakítsa az internetes randikhoz használt profilját. |     |                                  |                      |                                    |                                      |             |
| 18. | 18. | Őrjárat (Patrol)                 | Norberto Barba       | A.C. Allen                         | 2018. április 19. 2018. július 4.    | 5,32 millió |
| Hondo kénytelen szembenézni betegeskedő édesapjával, id. Daniel Harrelsonnal szemben hosszú ideje dédelgetett haragjával, amikor ő és húga, Briana megpróbálja meggyőzni édesapjukat, hogy már túl öreg ahhoz, hogy egyedül éljen. Amikor a SWAT egység egy napra elvállalja, hogy őrjáratra menjen, Chris Mumforddal kerül egy párba, aki meglepő ajánlatot tesz neki.                                                                              |     |                                  |                      |                                    |                                      |             |
| 19. | 19. | Forrás (Source)                  | Doug Aarniokoski     | Michael Gemballa                   | 2018. április 26. 2018. július 11.   | 5,22 millió |
| Jim Street nincs meggyőződve róla, hogy édesanyjának, Karennek vele kellene-e laknia, miután kijön a börtönből, mivel Hondo és Chris figyelmezteti őt az ezzel kapcsolatos problémáról. Hondo és a csapat azt a feladatot kapja, hogy előzzék meg az Irina Zemanova, a neves orosz újságíró elleni merényletet, aki épp Los Angelesbe látogat. |     |                                  |                      |                                    |                                      |             |
| 20. | 20. | Bosszú (Vendetta)                | Billy Gierhart       | Kent Rotherham                     | 2018. május 3. 2018. július 18.      | 5,09 millió |
| Hondo élete és karrierje is veszélybe kerül, amikor főnökei és keresztfiának elrablója, Jae Kim rájön, hogy Hondo titokban megfigyeli Kimet a nyugdíjas DEA ügynök, Katrina Walsh segítségével. Street és frissen szabadult édesanyja, Karen is keményen küzd a szabadulás utáni visszaszokás nehézségeivel. |     |                                  |                      |                                    |                                      |             |
| 21. | 21. | Vadászles (Hunted)               | Nina Lopez-Corrado   | Matthew T. Brown                   | 2018. május 10. 2018. július 25.     | 5,54 millió |
| Hondo és Deacon kénytelen felhasználni minden tudását és a SWAT-nál megszerzett készségeit ahhoz, hogy ki tudják játszani felfegyverzett zsoldosok egy csapatát a los angelesi hegyekben egy rajtaütést követően. Chris túllépi hatáskörét, amikor segíteni próbál egy női SWAT újoncnak, akiről úgy véli, hogy nem kap tisztességes elbánást. |     |                                  |                      |                                    |                                      |             |
| 22. | 22. | Kamu (Hoax)                      | Billy Gierhart       | Aaron Rahsaan Thomas               | 2018. május 17. 2018. augusztus 1.   | 6,03 millió |
| Egy hamis rendőrségi hívás miatt Hondo és a SWAT csapat útra kel, hogy megállítsanak egy, a fehér felsőbbrendűségben hívő csoportot, mielőtt azok bombát robbantanának egy helyi közösségben. Street nemrég szabadult édesanyjával, Karennel való kapcsolata veszélyezteti karrierjét. Jessicát nehéz helyzetbe hozza kollégája, Michael Plank, a rendőri bizottság elnöke. Hondo édesapja, Daniel Harrelson visszatér.                              |     |                                  |                      |                                    |                                      |             |

## 2. évad (2018–2019)
| Sor. | Év. | Cím                                | Rendező            | Író                                      | Premier                                | Nézettség   |
| --- | --- | ---------------------------------- | ------------------ | ---------------------------------------- | -------------------------------------- | ----------- |
| 23. | 1.  | Rengés (Shaky Town)                | Billy Gierhart     | Michael Jones-Morales                    | 2018. szeptember 27. 2019. március 13. | 4,40 millió |
| A SWAT egység zsákutcába kerül az emberkereskedőkkel kapcsolatos nyomozás során, akik gyerekeket tartanak túszként, amikor egy szörnyű földrengés rázza meg Los Angelest a bevetés során. Ez sajnos a rajtaütést is meghiúsítja. Jim Streetnek komoly nehézségei támadnak amiatt, mert nem képes megszokni új életét utcai járőrként. |     |                                    |                    |                                          |                                        |             |
| 24. | 2.  | Olajoshordó (Gasoline Drum)        | John Showalter     | Aaron Rahsaan Thomas                     | 2018. október 4. 2019. március 20.     | 5,21 millió |
| A SWAT egység korábbi társukkal, Jim Streettel együtt próbálja megtalálni egy anyát és fiát, akik egy nemzetközi drogkartell elől menekülnek. Hondo aggasztó dologra jön rá bebörtönzött barátja tinédzser fiával kapcsolatban, Luca pedig egy olyan kormányzati programon gondolkozik, amely segít a rendőröknek, hogy az általuk felügyelt veszélyeztetett területen vásároljanak házat. |     |                                    |                    |                                          |                                        |             |
| 25. | 3.  | Tűz és füst (Fire and Smoke)       | Billy Gierhart     | Alison Cross                             | 2018. október 11. 2019. március 27.    | 5,40 millió |
| A SWAT egységnek Hondo új szerelme, Nia Wells helyettes államügyész ad megbízást arra, hogy védjék meg a közérdeklődés középpontjában álló megvesztegetési ügy esküdteit, miután néhányukat szervezett bűnözők gyújtóbombákkal támadtak meg. |     |                                    |                    |                                          |                                        |             |
| 26. | 4.  | Vonatrablás (Saving Face)          | Bill Roe           | A.C. Allen                               | 2018. október 18. 2019. április 3.     | 5,49 millió |
| Hondo úgy sejti, hátsó szándék húzódik meg Eric Wells rendőrbíró – aki egyébként új szerelme, Nia Wells helyettes államügyész külön élő férje – azon kérése mögött, hogy a SWAT egység segítsen elfogni egy szökött rabot, aki drogszállítmányokat rabol ki. Jessica kénytelen megvágni a részleg költségvetését, Street pedig szívszorító felfedezést tesz édesanyjával, Karennel kapcsolatosan. |     |                                    |                    |                                          |                                        |             |
| 27. | 5.  | Vészjelzés (S.O.S.)                | Larry Teng         | Andrew Dettmann                          | 2018. október 25. 2019. április 10.    | 5,36 millió |
| Hondo és Lina inkognitóban próbál bejutni egy óceánjáróra, és visszaszerezni azt drogcsempészektől, akik azzal fenyegetőznek, hogy utasokat végeznek ki, ha rendőröket találnak a fedélzeten. Street elmegy a SWAT Kiképző Akadémiára, és úgy látja, hogy durvább a verseny, mint ahogy ő arra számított: a jelentkezők komolyan küzdenek az idén betölthető egyetlen SWAT pozícióért. |     |                                    |                    |                                          |                                        |             |
| 28. | 6.  | Soha többé! (Never Again)          | Marc Roskin        | Craig Gore                               | 2018. november 1. 2019. április 17.    | 5,22 millió |
| A SWAT egység megpróbálja kitalálni, hogy melyik lesz a következő gyémántkereskedő, amelyet a Los Angeles belvárosában sorozatos betöréseket elkövető jól szervezett tolvajok ki fognak rabolni. Amikor Hondot érzelmileg is megérinti az egyik gyanúsított halála az ügy feltárása során, édesanyjánál, Charice-nál keres vigaszt. Street amiatt aggódik, hogy Luca, a SWAT kiképző akadémián dolgozó tanára személyes bosszút forral ellene. Chris azon a szokatlan párkapcsolati ajánlaton gondolkozik, amit attól a nőtől kapott, akivel jelenleg randizik.                                                                    |     |                                    |                    |                                          |                                        |             |
| 29. | 7.  | Örökség (Inheritance)              | Romeo Tirone       | Kent Rotherham                           | 2018. november 8. 2019. április 24.    | 5,13 millió |
| A SWAT egység egy olyan bűnöző csoport után kutat, akik az évtizedekkel korábban a helyi és az országos hírekbe is szereplő hírhedt Szimbionista Felszabadítási Hadsereg által elkövetett bűncselekményeket másolják. Luca és édesapja, Carl Luca megpróbálnak találni valakit, aki ismerte az eredeti eseményeket az 1970-es években, ezért átnézik Luca elhunyt nagyapjának az aktáit, aki a SWAT-nak dolgozott az egykori bűncselekmények elkövetésének az idején. Hondot megkülönböztetett bánásmódban részesíti az egyik tiszttársa a helyi bűnüldöző szerveknek szervezett SWAT tanfolyam során Arizonában.                  |     |                                    |                    |                                          |                                        |             |
| 30. | 8.  | Egymillió (The Tiffany Experience) | Guy Ferland        | VJ Boyd                                  | 2018. november 15. 2019. május 8.      | 5,13 millió |
| A SWAT egység az idővel fut versenyt, hogy megtalálja Tiffany zaklatóját, egy közösségi médiában nagy népszerűségnek örvendő férfit, miután az online celeb veszélyes rajongója miatt az egyik rajongói rendezvény Jessica életét is veszélyeztető lövöldözésbe fullad. |     |                                    |                    |                                          |                                        |             |
| 31. | 9.  | Szabadnap (Day Off)                | Lexi Alexander     | Sarah Alderson                           | 2018. november 29. 2019. május 15.     | 5,20 millió |
| Amikor a SWAT egységet szabadnapjukon is behívják, hogy véget vessenek egy túszdrámának, azt veszik észre, hogy a túszok egyike kőrözés alatt áll. Hondo megmenti húgát, Briannát, miután a lányt partidroggal kábították el egy éjszakai bárban, majd pedig Hondo a szabadnapját arra használja fel, hogy levadássza a sorozaterőszakolót. |     |                                    |                    |                                          |                                        |             |
| 32. | 10. | 63 ügy (1000 Joules)               | David Rodriguez    | Craig Gore                               | 2018. december 6. 2019. május 22.      | 5,34 millió |
| A SWAT egység a los angelesi rendőrség egyik bűnügyi laboratóriumából ellopott több tucatnyi DNS bizonyíték felkutatására és az esetért felelős személyzet őrizetbe vételére indul, miután Hicks százados egyik közeli barátja is megsérül a betörés során. Deacon pénzügyi gondjai miatt nem képes a SWAT egység éves ajándékgyűjtő rendezvényének levezetésével kapcsolatos feladataira figyelni. |     |                                    |                    |                                          |                                        |             |
| 33. | 11. | Iskola (School)                    | Billy Gierhart     | Robert Wittstadt                         | 2019. január 3. 2019. május 29.        | 5,99 millió |
| A SWAT egység számára fájdalmas emlékeztetőül szolgál egy múltbeli iskolai lövöldözés, amikor figyelmeztetést kapnak, hogy valaki le akarja másolni az akkori eseményeket. Az egység igyekszik megállítani az új fenyegetést, és ennek során ismét átélik a korábbi lövöldözés borzalmait. |     |                                    |                    |                                          |                                        |             |
| 34. | 12. | Alicia (Los Huesos)                | Alex Kalymnios     | Michael Jones-Morales                    | 2019. január 10. 2019. június 5.       | 5,91 millió |
| Jessica és Chris egyedül, a többiek támogatása nélkül egy fedett küldetésre megy Mexikóba, hogy megmentsen egy mexikói szövetségi ügynököt, akit egy olyan drogbanda rabolt el, akiket Jessica juttatott a törvény kezei közé évekkel ezelőtt. Hondo édesanyja, Charice amiatt aggódik, hogy fia számára túlzott érzelmi terhet jelent az, hogy elvállalt néhány kisebb otthoni felújítást Charice-nál. |     |                                    |                    |                                          |                                        |             |
| 35. | 13. | Hiba nélkül (Encore)               | Rob Greenlea       | Munis Rashid                             | 2019. január 31. 2019. június 12.      | 5,68 millió |
| A SWAT egység egy olyan fegyveres csoport után kutat, akik hónapokkal korábban szöktek meg az őrizetből. A bűnözők túszokat ejtenek, és 500 millió dollárnyi váltságdíjat követelnek öt olyan vállalattól, akiket korruptnak tartanak. Hondo érzelmi tusája az egység vezetésével kapcsolatos munkáját is kezdi befolyásolni. |     |                                    |                    |                                          |                                        |             |
| 36. | 14. | B-csapat (The B-Team)              | Maja Vrvilo        | VJ Boyd                                  | 2019. február 7. 2019. június 19.      | 4,96 millió |
| Hondo ismét találkozik régi szerelmével, az FBI különleges ügynökével, Elle Traskkal, amikor a SWAT egység az FBI-jal együtt próbálja begyűjteni azt a szeparatista csoportot, amely bombagyártásra is alkalmas plutóniumot birtokol. A SWAT egység amiatt aggódik, hogy elvesztik a bűnüldöző szervek számára szervezett éves adománygyűjtő versenyt a Los Angelesi Tűzoltókkal szemben. |     |                                    |                    |                                          |                                        |             |
| 37. | 15. | Rendőrgyilkos (Fallen)             | Guy Ferland        | Michael Gemballa                         | 2019. február 14. 2019. június 26.     | 5,59 millió |
| A SWAT egység még azt megelőzően próbálja meg megtalálni egy járőr haláláért felelős ismeretlen támadókat, hogy a feszültség a városban a tetőfokára hágna a rendőrség és a lakosság között. Christ megrendíti az a felismerés, hogy ismerte a halott járőrt, Deacont és feleségét, Annie-t, akik épp következő gyereküket várták. |     |                                    |                    |                                          |                                        |             |
| 38. | 16. | Parádé (Pride)                     | Nina Lopez-Corrado | Matthew T. Brown                         | 2019. február 21. 2019. június 26.     | 5,47 millió |
| A SWAT egység erejét megfeszítve igyekszik fenntartani a békét a los angelesi LGBTQ közösség felvonulásának éjszakáján, miután egy gyűlöletből elkövetett bűncselekmény városszerte olyan indulatokat kelt, amely további erőszakot szül. Chris egyre jobban aggódik az LGBTQ közösségbe tartozó társaiért, akik megtorlásért kiáltanak. A felvonuláson Hicks parancsnok találkozik JP-vel, a rég látott meleg fiával. Street azért is aggódik, hogy édesanyját visszaszállítják a börtönbe, miután nem jelentkezett le a pártfogó felügyelőjénél, Deacon pedig váratlan híreket kap újszülött lányának egészségével kapcsolatban. |     |                                    |                    |                                          |                                        |             |
| 39. | 17. | Végzetes sebesség (Jack)           | Larry Teng         | Kent Rotherham                           | 2019. március 7. 2019. július 3.       | 5,58 millió |
| A SWAT egység megpróbál ráállni egy olyan autótolvaj banda következő célpontjára, akik erőszakkal lovasítanak meg luxusgépjárműveket Los Angeles szerte. Hondo komoly lépést tesz gyerekkori barátja Darryl börtönbe zár fia érdekében, a SWAT egység vezetője, Mumford pedig komoly döntés előtt áll. |     |                                    |                    |                                          |                                        |             |
| 40. | 18. | Tűzerő (Cash Flow)                 | Billy Gierhart     | Andrew Dettmann és Amelia Sims           | 2019. április 4. 2019. július 10.      | 4,73 millió |
| Meglehetősen feszült hangulat alakul ki, amikor Hondo hosszú idő után ismét találkozik Ruizzal, egy másik tengerészgyalogossal egy olyan bevetés során, ahol a SWAT egység egy olyan szökevény elítélt után kutat, akit lopott katonai fegyverekkel felszerelt bűnözők szabadítottak ki a börtönből. Chris nehéz búcsúra készül, amikor korábbi K-9-es partnere beteg lesz. |     |                                    |                    |                                          |                                        |             |
| 41. | 19. | Az utolsó nap (Invisible)          | John Terlesky      | A.C. Allen                               | 2019. április 18. 2019. július 17.     | 5,09 millió |
| Luca és Street szomszédjának az eltűnése miatt a SWAT egység egy olyan betörőkből álló csoport nyomába ered, akik háztartási alkalmazottak révén próbálnak meg bejutni gazdagok házaiba. A SWAT egység felkészül, hogy segítse Mumfordot a karrierjében tervezett komoly előrelépésben. |     |                                    |                    |                                          |                                        |             |
| 42. | 20. | Rakéta benzin (Rocket Fuel)        | Laura Belsey       | Craig Gore és Ryan Keleher               | 2019. április 25. 2019. július 24.     | 5,01 millió |
| A SWAT egység az angyalpor nevű tudatmódosító szer egy új változatára bukkan, a szálak pedig egy szökésben lévő drogkereskedőhöz vezetnek, aki már korábban készített egy olyan verziót a drogból, amely már egyszer romlásba döntötte a várost évtizedekkel ezelőtt. Tan személyes kötődése az üggyel kapcsolatban akkor merül fel, amikor mentorától, Ben Mosleytól, az eredeti ügyön dolgozó korábbi vezető nyomozótól kér segítséget. Chris komoly döntést fontolgat Kirához és Tyhoz fűződő romantikus kapcsolatát illetően, Hondo türelmét pedig új családi kötelezettségek teszik próbára.                                  |     |                                    |                    |                                          |                                        |             |
| 43. | 21. | Belső vizsgálat (Day of Dread)     | Alrick Riley       | Alison Cross                             | 2019. május 2. 2019. július 31.        | 5,00 millió |
| A SWAT egységnél belső vizsgálat folyik azt követően, hogy egy civilt is megöltek, miközben megpróbálták elkapni a város legkeresettebb bűnözőjét. Amint a küldetés részletei lassan ismertté válnak, a rendőrség belső ügyosztálya egyre inkább megkérdőjelezi Hondo vezetői döntéseit. |     |                                    |                    |                                          |                                        |             |
| 44. | 22. | Az utolsó csepp (Trigger Creep)    | Oz Scott           | Sarah Alderson és Munis Rashid           | 2019. május 9. 2019. augusztus 7.      | 5,02 millió |
| Az egység az idővel versenyezve próbálja megtalálni, hogy Los Angeles melyik részén fog lecsapni egy magányos fegyveres. Hondo a csapat nélkül folytat egy vizsgálatot, ami közvetlenül érinti őt. Jessica váratlan lehetőséget kap. |     |                                    |                    |                                          |                                        |             |
| 45. | 23. | Kenguru (Kangaroo)                 | Billy Gierhart     | Aaron Rahsaan Thomas és Michael Gemballa | 2019. május 16. 2019. augusztus 14.    | 5,75 millió |
| A SWAT egység egy militáns csoportot üldöz, amikor a bűnözők élő akarjék közvetíteni a város politikusainak nyilvános kivégzését. Hondo küzd Darryl jobb kedvre derítésével, Deacon pedig nem érzi magát méltónak a rá váró kitüntetésre. |     |                                    |                    |                                          |                                        |             |

## 3. évad (2019–2020)
| Sor. | Év. | Cím                             | Rendező               | Író                                     | Premier                                 | Nézettség   |
| --- | --- | ------------------------------- | --------------------- | --------------------------------------- | --------------------------------------- | ----------- |
| 46. | 1.  | A sas leszáll (Fire in the Sky) | Billy Gierhart        | Michael Jones-Morales                   | 2019. október 2. 2020. március 18.      | 4,03 millió |
| A SWAT egység Piper Lynch hadnaggyal együtt próbálja levadászni azt az elkövetőt, aki drónok segítségével hajt végre sorozatos bombázásokat. Eközben Hondo első napját tölti Darryl gyámjaként, de a dolgok hirtelen igen bonyolulttá válnak, amikor apja váratlanul beköltözik hozzá. |     |                                 |                       |                                         |                                         |             |
| 47. | 2.  | Konvoj az űrbe (Bad Faith)      | Marc Roskin           | Kent Rotherham                          | 2019. október 9. 2020. március 25.      | 3,73 millió |
| A polgármester megkéri Lynch hadnagyot, hogy rendeljen el belső vizsgálatot a SWAT egységnél, miközben épp egy hírhedt végítéletnapi szekta szökésben lévő vezetőjét próbálják levadászni. Luca megkéri az egységet, hogy ők is fektessenek be az új szenvedélyébe: egy guatemalai büfékocsi az új ötlete. |     |                                 |                       |                                         |                                         |             |
| 48. | 3.  | Csak százasok (Funny Money)     | Alrick Riley          | Alison Cross                            | 2019. október 16. 2020. április 1.      | 3,56 millió |
| Lynch arra kényszeríti a csapatot, hogy épüljenek be egy hamis pénzt nyomtató helyi bandába. Eközben Hondo a családjával küzd. Street elkezd randizni Molly-val, Hicks lányával. |     |                                 |                       |                                         |                                         |             |
| 49. | 4.  | Vágott virág (Immunity)         | Jann Turner           | Michael Gemballa                        | 2019. október 23. 2020. április 8.      | 3,76 millió |
| Deacon családja kerül egy los angelesi drogkartell célkeresztjébe, amikor a SWAT egység a kartell vezetőjét veszi célba, aki a CIA védelmét élvezi. |     |                                 |                       |                                         |                                         |             |
| 50. | 5.  | Káoszfalka (The LBC)            | Lin Oeding            | Aaron Rahsaan Thomas                    | 2019. október 30. 2020. április 15.     | 3,43 millió |
| Egy jamaikai banda egy teherautónyi megsemmisítésre váró fegyvert rabol el, amit több bandának akarnak eladni. Luca guatemalai food truck-ja beindul. |     |                                 |                       |                                         |                                         |             |
| 51. | 6.  | Szabadulószoba (Kingdom)        | David Rodriguez       | Sarah Alderson                          | 2019. november 6. 2020. április 15.     | 3,84 millió |
| Harrelsonéknál egy feszült családi találkozóra kerül sor, amikor Hondo nővére évtizedek után először látogatja meg beteg apjukat. A csapat egy elrabolt emberi jogi aktivistát keres. |     |                                 |                       |                                         |                                         |             |
| 52. | 7.  | Karambol (Track)                | Batan Silva           | Robert Wittstadt                        | 2019. november 13. 2020. szeptember 9.  | 3,09 millió |
| A SWAT egység olyan tolvajok után nyomoz, akiket azzal vádolnak, hogy elloptak egy szupermodern, szinte mindenen áthatolni képes lángvágót. A tolvajok felkutatásához a SWAT-nak először azonosítania kell a célszemélyeket. Chris amiatt feszült, mert felborult a Kirával és Ty-jal való kapcsolatában kialakult egyensúly. |     |                                 |                       |                                         |                                         |             |
| 53. | 8.  | Jegygyűrű (Lion's Den)          | Billy Gierhart        | Munis Rashid                            | 2019. november 20. 2020. szeptember 16. | 3,76 millió |
| A SWAT egység egy olyan családdal folytat feszült túsztárgyalásokat, akik egy helyi rendőrtisztet tartanak fogva, miután ki akarták őket lakoltatni az otthonukból egy kisajátítási rendelet értemében. Hondo komoly magánéleti döntések előtt áll, amint megpróbál megoldást találni édesapja egészségi problémájára, Chris kapcsolata Kirával és Ty-jal pedig kritikus ponthoz ér. |     |                                 |                       |                                         |                                         |             |
| 54. | 9.  | Sós tenger (Sea Legs)           | Greg Beeman           | Craig Gore                              | 2019. november 27. 2020. szeptember 23. | 5,23 millió |
| A SWAT egység összefog a Los Angelesi Rendőrség szervezett bűnözés elleni egységével annak érdekében, hogy megtalálják azt a rendőrtisztet, akit egy rosszul sikerült titkos bevetés során raboltak el. Chris azt a nehéz feladatot kapja, hogy megnyugtassa az elrabolt rendőr szüleit, de megtiltják neki, hogy a nyomozás bizonyos részleteit elárulja nekik. |     |                                 |                       |                                         |                                         |             |
| 55. | 10. | Szörnyeteg (Monster)            | Guy Ferland           | A.C. Allen                              | 2019. december 11. 2020. szeptember 30. | 4,81 millió |
| A SWAT egység azt a feladatot kapja, hogy garantálják egy bűnszövetkezet vezetőjének a biztonságát, de a küldetés veszélybe kerül, amikor orgyilkosok megpróbálják még az előtt likvidálni a férfit, hogy a Nemzetközi Törvényszék elé kerülne. Hondo apja, Daniel megpróbál bocsánatot kérni Hondo anyjától, Charice-től, Street féltestvére, Nate pedig Street segítségét kéri az egyik korrupt főnökkel szemben. Deacon nagy nehezen beleegyezik, hogy pszichiáter segítségét kérje a lánya, Lila számára.            |     |                                 |                       |                                         |                                         |             |
| 56. | 11. | Rossz zsaru (Bad Cop)           | Ben Hernandez Bray    | Andrew Dettmann                         | 2020. január 15. 2020. október 7.       | 3,66 millió |
| Streetnek döntenie kell a SWAT egységnél betöltött pozíciója és féltestvére, Nate iránti elkötelezettsége között, amikor Nate-et egy olyan illegális vállalkozás csalja lépre, amely mindkettőjük életét tönkreteheti. A SWAT egység egy olyan kegyetlen banda tagjai után ered, akik erőszakot sem mellőzve lopnak kaszinókból. Buck azzal keresi meg Deacont, hogy társuljon vele egy őrző-védő vállalkozás indításánál.                                                                                               |     |                                 |                       |                                         |                                         |             |
| 57. | 12. | Csak víz (Good Cop)             | Guy Ferland           | Matthew T. Brown                        | 2020. január 22. 2020. október 14.      | 3,39 millió |
| Hondo és az egység többi tagja is csatlakozik Streethez, aki az életét is kockára teszi azért, hogy segíteni tudjon féltestvérének, Nate-nek megszabadulni a drog világától. |     |                                 |                       |                                         |                                         |             |
| 58. | 13. | Hazafutás (Ekitai Rashku)       | Billy Gierhart        | Craig Gore                              | 2020. január 29. 2020. október 21.      | 4,45 millió |
| Hondo, Deacon, Tan és Hicks kapitány egy másik ország által kiadott bűnelkövetőt üldöz Tokióban, mivel a férfi megszökött az őrizetből. A SWAT egység többi tagja azokra próbál rátalálni, akikkel a szökevény kapcsolatban volt los angelesi tartózkodása alatt. Street nem tart a többiekkel. |     |                                 |                       |                                         |                                         |             |
| 59. | 14. | Piros pirula (Animus)           | Hannelle M. Culpepper | Michael Jones-Morales és Sarah Alderson | 2020. március 4. 2020. október 28.      | 3,47 millió |
| A SWAT egység kapcsolatot keres egy magányos fegyveres gyilkos látszólag minden kapcsolatot nélkülöző női áldozatai között. Luca besegít a lakóhelyén történt gyilkosság ügyében folytatott nyomozásnál, Lynch hadnagy pedig arra akarja rábeszélni Christ, hogy interjút adjon egy újságnak. Hondo elágazáshoz ér Nichelle-lel való kapcsolatában. |     |                                 |                       |                                         |                                         |             |
| 60. | 15. | Bilincs és karperec (Knockout)  | Billy Gierhart        | A.C. Allen és Kent Rotherham            | 2020. március 11. 2020. november 4.     | 4,19 millió |
| Deacon biztonsági őrként vállal másodállást egy nagy érdeklődésre számot tartó bokszmeccsen, ami miatt a SWAT egység egy emberrablási ügy közepébe csöppen, amikor az egyik ökölvívó feleségét elrabolják. A Hondo felügyelete alatt álló fiatal rendőrtiszt, Darryl dühös és csalódott, mert megvonták tőle a kisfia feletti szülői felügyeleti jogát. Tan felkészül arra, hogy bemutassa a túlzottan kritikus anyját barátnőjének, Bonnie-nak.                                                                         |     |                                 |                       |                                         |                                         |             |
| 61. | 16. | Az első ufó (Gunpowder Treason) | Paul Bernard          | Amelia Sims                             | 2020. március 18. 2020. november 11.    | 4,01 millió |
| A SWAT egység egy elrabolt tinédzser után kutat, és ennek során eljutnak a Tanúvédelmi Program egyik alanyához és egy több évtizede működő szélsőséges politikai csoporthoz. Hondo és barátnője eltérő véleményen van a lány lakóhelyének művelődési házában fellépő egyik vendégelőadóval kapcsolatosan. Luca amiatt aggódik, hogy fizikailag még nem készült fel a terepmunkához való visszatérésre, Hicks parancsnok pedig ismét kapcsolatba lép rég nem látott fiával.                                               |     |                                 |                       |                                         |                                         |             |
| 62. | 17. | Szálloda (Hotel L.A.)           | Laura Belsey          | Alison Cross                            | 2020. március 25. 2020. november 18.    | 3,82 millió |
| A SWAT egységnek meg kell védenie egy civilekkel teli hotelt, miután a Los Angelesi Rendőrség szervezett bűnözés elleni egységével közösen indított bevetés rosszul sül el, és a város legveszélyesebb bandavezérei szétszóródnak az épületben, hogy így próbáljanak elmenekülni. Luca mindent megtesz, hogy megfelelően koordinálja az egység bevetéseit, de igencsak megnehezít ezt számára a bátyja, a szabadúszó újságíróként dolgozó Terry, amikor akadályozza a rendőrség munkáját, miközben a bevetésről tudósít. |     |                                 |                       |                                         |                                         |             |
| 63. | 18. | Utólag (Stigma)                 | Billy Gierhart        | Ryan Keleher                            | 2020. április 8. 2020. november 25.     | 3,85 millió |
| Hondo és a SWAT egység minden erejét bevetve igyekszik megmenteni Buckot, korábbi vezetőjüket, miután nyoma vész, és attól félnek, hogy azt tervezi, saját maga ellen fordul. Rövid visszapillantásban láthatjuk a Buck után indított keresést, amely egybe esik az egység egyik legdurvább küldetésével. Az események azon keresztül tárulnak fel előttünk, amint az egység tagjai a pszichiáternek számolnak be a SWAT-nál végzett munkájukkal járó mentális és érzelmi nehézségekről.                                 |     |                                 |                       |                                         |                                         |             |
| 64. | 19. | Csön-csön gyűrű (Vice)          | Oz Scott              | Michael Gemballa és Matthew T. Brown    | 2020. április 22. 2020. december 2.     | 4,76 millió |
| A SWAT egység egy olyan, szökésben lévő elítélt nyomába ered, aki azt tervezi, hogy megöli Tant és minden olyan rendvédelmi dolgozót, aki segített őt börtönbe csukni évekkel ezelőtt. Chris szemtől-szembe kerül a belső korrupcióval, amikor egy olyan fiatalembert tartóztat le, akit befolyásos apja miatt engednek el. Hondo húgának váratlan látogatása feszültséget kelt Nichellel való kapcsolatában. |     |                                 |                       |                                         |                                         |             |
| 65. | 20. | Sakkfigurák (Wild Ones)         | Cherie Dvorak         | Andrew Dettmann                         | 2020. április 29. 2020. december 9.     | 5,03 millió |
| A SWAT egység egy Bonnie és Clyde típusú pár után ered, miután a duó egy milliókat érő ritka sakk-készletet próbál felkutatni, és megszerezni. Hondo és Darryl igencsak meglepődik, amikor Darryl volt barátnője meglátogatja kisfiát. Kelly mentorálása közben Luca kénytelen szembenézni saját félelmével arra vonatkozóan, hogy esetleg nem fogják alkalmasnak találni arra, hogy visszatérjen a terepmunkához. |     |                                 |                       |                                         |                                         |             |
| 66. | 21. | A legrosszabb nap (Diablo)      | Doug Aarniokoski      | Munis Rashid & Robert Wittstadt         | 2020. május 20. 2020. december 16.      | 4,82 millió |
| Az egység egy olyan drogcsempész banda után nyomoz, amelynek tagjai a gépük lezuhanását követően szétszóródnak, miután rosszul sült el a drogkommandó által a szállítmány lekapcsolása céljából indított akció. Hondo megpróbál kibékülni Nichellel, Lucát pedig nyugtalanság fogja el a terepre való visszatérése előtt. |     |                                 |                       |                                         |                                         |             |

## 4. évad (2020–2021)
| Sor. | Év. | Cím                                     | Rendező             | Író                                     | Premier                                | Nézettség   |
| --- | --- | --------------------------------------- | ------------------- | --------------------------------------- | -------------------------------------- | ----------- |
| 67. | 1.  | 3 tizenhét éves (3 Seventeen Year Olds) | Billy Gierhart      | Aaron Rahsaan Thomas                    | 2020. november 11. 2021. április 7.    | 2,75 millió |
| A Black Lives Matter tüntetők megtöltik az utcákat, a COVID-19 miatt pedig lehet, hogy le kell zárni Los Angelest, ezért Hondo visszaemlékezik az 1992-es Rodney King lázongásokra és a robbantásokra, amelyek komoly veszélybe sodorták a várost. |     |                                         |                     |                                         |                                        |             |
| 68. | 2.  | Megfigyelés (Stakeout)                  | Billy Gierhart      | Kent Rotherham                          | 2020. november 11. 2021. április 14.   | 2,56 millió |
| A COVID-19 a feje tetejére állítja az egység magánéletét és munkáját is, de ilyen körülmények között is elindulnak felkutatni egy csecsen háborús bűnöst, akiről az a hír járja, hogy Los Angelesben rejtőzik. |     |                                         |                     |                                         |                                        |             |
| 69. | 3.  | Ugyanaz az alku (The Black Hand Man)    | Douglas Aarniokoski | Aaron Rahsaan Thomas & Matthew T. Brown | 2020. november 18. 2021. április 21.   | 2,25 millió |
| A S.W.A.T. egység arra készül, hogy végre leszámoljon egy sok gonddal küszködő gengsztercsaláddal. Chris, Street és Tan egymással versenyez, hogy bekerüljenek egy elit kiképző programba. |     |                                         |                     |                                         |                                        |             |
| 70. | 4.  | Vaj és cement (Memento Mori)            | Douglas Aarniokoski | VJ Boyd                                 | 2020. november 25. 2021. április 28.   | 3,39 millió |
| Amikor egy polgárőr azzal fenyegetőzik, hogy egy popsztár temetésén vérfürdőt rendez, a S.W.A.T. kénytelen útra kelni, hogy megtalálják őt, mielőtt túl késő lenne. Hondo gyanakodni kezd, amikor Leroy megpróbál ismét kapcsolatba kerülni Darryllel. |     |                                         |                     |                                         |                                        |             |
| 71. | 5.  | Szilánkok (Fracture)                    | Oz Scott            | Munis Rashi                             | 2020. december 9. 2021. május 5.       | 3,88 millió |
| A S.W.A.T. egy olyan bombagyáros után kutat, aki egy alkalmazás segítségével postáz ki halálos csomagokat. Chris arra készül, hogy összecsap Streettel és Tannel a Mesterlövészek versenyén. |     |                                         |                     |                                         |                                        |             |
| 72. | 6.  | Eltökélt bűnösök (Hopeless Sinner)      | Cherie Dvorak       | Alison Cross                            | 2020. december 16. 2021. május 12.     | 4,06 millió |
| Chris megpróbál megmenteni egy fiatal nőt egy korrupt lelkész által vezetett szektából, Hondo és Leroy között pedig egyre nagyobb a feszültség. |     |                                         |                     |                                         |                                        |             |
| 73. | 7.  | Tűz alatt (Under Fire)                  | Jann Turner         | Andrew Dettman                          | 2021. január 13. 2021. május 19.       | 3,28 millió |
| Egy mesterlövész a Los Angeles-i Tűzoltóságot veszi célba, egy telefonhívás Street édesanyjától pedig éket ver Street és Molly kapcsolatába. Tan számára komoly kihívást jelent a T.L.I. verseny. |     |                                         |                     |                                         |                                        |             |
| 74. | 8.  | Újabb heg a gyűjteménybe (Crusade)      | Billy Gierhart      | Sarah Alderson                          | 2021. január 27. 2021. május 26.       | 3,08 millió |
| A SWAT egység egy olyan szélsőséges csoport után kutat, amely helyi vállalkozások ellen indít koordinált támadásokat. Deacon összekülönbözik feleségével, Annie-vel, amikor Annie magániskolába akarja íratni lányukat, Lilat. |     |                                         |                     |                                         |                                        |             |
| 75. | 9.  | Felszegett fejjel (Next of Kin)         | Cherie Dvorak       | Michael Gemballa                        | 2021. február 17. 2021. június 2.      | 2,99 millió |
| Egy tragikus kimenetelű bevetést követően a SWAT egység minden tagja a maga módján próbál megküzdeni a szorongással. |     |                                         |                     |                                         |                                        |             |
| 76. | 10. | Az akna mélyén (Buried)                 | Paul Bernard        | Robert Wittstadt                        | 2021. március 3. 2021. június 9.       | 3,62 millió |
| A SWAT egység segítséget nyújt a Los Angelesi Rendőrségnek egy nő eltűnésével kapcsolatba hozott első számú gyanúsított felkutatásában. Az akció során csatlakozik hozzájuk egy új csapattag, a műveleti szanitécként dolgozó Nora Fowler is. A Chris és Street között kialakuló személyes ellentét komoly feszültséggé alakul, mivel mind a ketten Hicktől várják a döntést azzal kapcsolatosan, hogy melyikük lett a vezetői készségeket próbára tevő nagy presztízsű verseny győztese. |     |                                         |                     |                                         |                                        |             |
| 77. | 11. | 15 év (Positive Thinking)               | Guy Ferland         | VJ Boyd & Sarah Alderson                | 2021. március 10. 2021. szeptember 8.  | 2,84 millió |
| Mumford egy olyan 15 éve megoldatlan ügyhöz tér vissza, amelyben személyes kapcsolatok is szerepet kapnak egy veszélyes drogbanda feltűnése mellett. Hondo sejteni véli Leroy indítékait, amikor kiderül számára, hogy a nemrég feltételesen szabadlábra helyezett férfi a fiával, Darryllel együtt indított vállalkozáshoz próbál pénzt szerezni. |     |                                         |                     |                                         |                                        |             |
| 78. | 12. | Guatemala (U-Turn)                      | Larry Teng          | Niceole R. Levy                         | 2021. március 24. 2021. szeptember 15. | 3,71 millió |
| Egy apa és két fiatal lánya között kialakult kockázatos családon belüli helyzet miatt az egységnek az idővel kell versenyt futnia annak érdekében, hogy meg tudják menteni egy nemzetközi aktivista csoport életét. |     |                                         |                     |                                         |                                        |             |
| 79. | 13. | Apák és fiaik (Sins of the Fathers)     | Guy Ferland         | Munis Rashid & Alison Cross             | 2021. április 7. 2021. szeptember 22.  | 3,10 millió |
| Az egység azon dolgozik, hogy levadásszon egy veszélyes zsoldos bandát, akiket egy olyan jómódú vállalatvezető bérelt fel, aki megpróbálja elhagyni az országot még az előtt, hogy letartóztatnák egy kiterjedt pilótajáték-hálózat létrehozása miatt. Hondo kénytelen szembenézni azzal, hogy kapcsolata Darryllel egyre csak romlik. |     |                                         |                     |                                         |                                        |             |
| 80. | 14. | Leszámolás (Reckoning)                  | Maja Vrvilo         | Amelia Sims                             | 2021. április 21. 2021. szeptember 29. | 3,06 millió |
| Az egység megpróbálja megállítani a város ellen indított erőszakos támadást, és ennek során szembe kell nézniük a csapatuk egyik tagjának haláláért felelős csoporttal. Hondo és Leroy nem ért egyet azzal kapcsolatosan, hogy miként kellene kezelniük Darryl kezdő vállalkozását. |     |                                         |                     |                                         |                                        |             |
| 81. | 15. | Helyi hősök (Local Heroes)              | Jann Turner         | Matthew T. Brown                        | 2021. május 5. 2021. október 6.        | 3,11 millió |
| Az egység megpróbál levadászni egy olyan bankrabló bandát, akik ügyesen kezelik a médiát, és akik modernkori Robin Hoodoknak képzelik magukat, visszaadva az ellopott pénzt lakóhelyük nélkülöző polgárainak, és mindezt még az előtt, hogy a küldetés túlzott áldozatokkal járna. Hondo és Deacon között komoly nézeteltérés támad azzal kapcsolatosan, hogy miként kezeljék egy rendőri csoport rasszista nézeteit.                                                                     |     |                                         |                     |                                         |                                        |             |
| 82. | 16. | Bezárva (Lockdown)                      | Maja Vrvilo         | Kent Rotherham & Robert Wittstadt       | 2021. május 12. 2021. október 13.      | 2,96 millió |
| Négy szökött rab elfoglalja a bíróság épületét, ahol épp Hondo és Deacon is tartózkodik, akik az idővel futnak versenyt, hogy fegyvertelenül is megmentsék az ártatlan civilek életét, miközben próbálják elkerülni, hogy észrevegyék őket. Street meglátogatja édesanyját a kórházban, ahol komoly döntésre kényszerül. |     |                                         |                     |                                         |                                        |             |
| 83. | 17. | Vészjel (Whistleblower)                 | Cherie Dvorak       | Ryan Keleher                            | 2021. május 19. 2021. október 20.      | 3,13 millió |
| A csapat mindent bevet, hogy meg tudja menteni egy olyan szexkereskedő hálózat áldozatait, akik jogaiktól megfosztott nőkre vetik ki hálójukat. Hondo nem ért egyet Leroy-jal és Darryllal a vállalkozásuk jövőjével kapcsolatosan, Street pedig összekülönbözik Chris-szel amiatt, mert Chris meglátogatta Street édesanyját a kórházban. |     |                                         |                     |                                         |                                        |             |
| 84. | 18. | Fekete-fehér (Veritas Vincint)          | Billy Gierhart      | Niceole R. Levy & Michael Gemballa      | 2021. május 26. 2021. október 27.      | 3,17 millió |
| Az egyik Los Angeles-i rendőrségen történt robbantás miatt a város a feje tetejére áll, az egység pedig végső leszámolásra indul helyi szélsőségesek egy csoportja ellen. Hondo egy olyan vakmerő döntésének a következményeivel kénytelen szembenézni, amely a jövőjét fenyegeti, Tan pedig nagy lépést tesz magánéletével kapcsolatosan. |     |                                         |                     |                                         |                                        |             |

## 5. évad (2021–2022)
| Sor. | Év. | Cím                               | Rendező             | Író                                 | Premier                              | Nézettség   |
| --- | --- | --------------------------------- | ------------------- | ----------------------------------- | ------------------------------------ | ----------- |
| 85. | 1.  | Az idegen (Vagabundo)             | Billy Gierhart      | Mellori Velasquez                   | 2021. október 1. 2022. március 23.   | 4,86 millió |
| Azt követően, hogy Hondo úgy döntött, elmondja véleményét a sajtóban, egy csöndes kis mexikói városba vonul vissza, ahol átértékeli az életét és a jövőjét a testületben. De akarata ellenére is részese lesz egy helyi család igazságért folytatott harcának. |     |                                   |                     |                                     |                                      |             |
| 86. | 2.  | Az utolsó műszak (Madrugada)      | Billy Gierhart      | Matthew T. Brown                    | 2021. október 8. 2022. március 30.   | 4,94 millió |
| Mexikói tartózkodása alatt Hondo összeáll egy helyi zsaruval, hogy együtt induljanak egy veszélyes küldetésre, de mindez oda vezet, hogy végülőválik a célponttá. Los Angelesben Hicks azt fontolgatja, hogy örökre feloszlatja az egységet. |     |                                   |                     |                                     |                                      |             |
| 87. | 3.  | A David 27-es (27 David)          | Alex Graves         | Nathan Jackson                      | 2021. október 15. 2022. április 6.   | 4,84 millió |
| Amikor egy betörésekre szakosodott banda kirabolja az ikonikus Los Angeles-i belvárosi könyvtárat, az egység rájön, hogy az ellopott építészeti rajzok komoly veszélyt jelenthetnek a város számára. Az egység legnagyobb meglepetésére új vezető érkezik hozzájuk: Rodrigo Sanchez, a Los Angeles-i Rendőrség veteránja és korábbi S.W.A.T. tag. |     |                                   |                     |                                     |                                      |             |
| 88. | 4.  | Őrszem (Sentinel)                 | Cherie Dvorak       | Ryan Keleher                        | 2021. október 22. 2022. április 13.  | 4,70 millió |
| Az egység igyekszik megállítani egy erőszakos fegyveres rablóbandát, de a küldetést csak tovább nehezíti az önjelölt bűnüldözésre bíztató közbiztonsági applikációt használó civilek egy csoportja. Street rossz híreket kap, amelyek komoly hatással vannak a jövőjét tekintve. |     |                                   |                     |                                     |                                      |             |
| 89. | 5.  | Az igazi hős (West Coast Offense) | Stephanie Marquardt | Kent Rotherham                      | 2021. november 5. 2022. április 20.  | 4,93 millió |
| Amikor az egységet egy betöréshez hívják ki, egy tervezett gyilkosság részleteire bukkannak, ahol egy híres amerikai focijátékos a célpont. Hicks végre nyomra bukkan egy olyan ismeretlen tettes elleni ügyben, amelyen 20 évvel korábban dolgozott. |     |                                   |                     |                                     |                                      |             |
| 90. | 6.  | Élő egyenesben (Crisis Actor)     | Cherie Dvorak       | Sarah Alderson                      | 2021. november 12. 2022. április 27. | 4,84 millió |
| Amikor fegyveres támadók foglalják el az egyik olyan hírközlő kábeltelevíziót, amely összeesküvés elméletek gyártásáról híres, az egység mindent megtesz, hogy megakadályozza a túszejtés élőben történő közvetítését. Chris lelki támogatást nyújt Streetnek, aki édesanyja temetésére készül. |     |                                   |                     |                                     |                                      |             |
| 91. | 7.  | A jók harca (Keep the Faith)      | John Showalter      | J. Stone Alston                     | 2021. december 3. 2022. május 4.     | 5,33 millió |
| Hondo visszatér a S.W.A.T. vezetői pozíciójába. Az egység egy veszélyes ügyön dolgozik, amelyben egy csomó készpénz és az orosz maffia is szerepet kap. Hondo édesapja megnyílik, és feltárja életének egy fájdalmas időszakát. |     |                                   |                     |                                     |                                      |             |
| 92. | 8.  | Menedék (Safe House)              | Alex Russell        | Mellori Velasquez                   | 2021. december 10. 2022. május 11.   | 4,98 millió |
| Amikor egy azonosítatlan személyazonosságú nőt erőszakosan elrabolnak, az egység nem várt szövetséget köt annak érdekében, hogy ki tudják szabadítani az elrabolt személyt. |     |                                   |                     |                                     |                                      |             |
| 93. | 9.  | Ami a túléléshez kell (Survive)   | Billy Gierhart      | Michael Gemballa                    | 2022. január 2. 2022. május 18.      | 3,77 millió |
| Deacon mellékállásban testőrként dolgozik, és megkéri Christ, hogy segítse ki egy üggyel kapcsolatosan, de az életük kerül veszélybe, amikor egy olyan drogkartell támadja meg őket, amelyik el akarja rabolni jómódú VIP ügyfelüket. |     |                                   |                     |                                     |                                      |             |
| 94. | 10. | Három rakéta (Three Guns)         | Guy Ferland         | Melissa Park                        | 2022. január 9. 2022. május 25.      | 3,73 millió |
| A SWAT egység a Kábítószerellenes Hivatallal együttműködve próbálja megtalálni a Los Angelesbe csempészett lopott páncéltörőket. Ezek a modern technológiájú, hatékony fegyverek képesek átütni a tankok vastag páncélzatát is. Tan számára személyes üggyé válik, amikor egyik kollégája megsérül bevetés közben. Hondo egy hajléktalan veterán letartóztatásának körülményeit vizsgálja ki Leroy kérésére, Darryl apja pedig új ötlettel áll elő a rendőri rendfenntartást illetően. Luca azt gyanítja, hogy mentoráltja édesanyja, Kelly Stewart randira akarja elhívni. |     |                                   |                     |                                     |                                      |             |
| 95. | 11. | Túlterhelés (Old School Cool)     | Paul Bernard        | Amelia Sims                         | 2022. február 27. 2022. június 1.    | 3,83 millió |
| Hondo és az egység az idővel fut versenyt annak érdekében, hogy megtalálják azt a hackert, aki betört a Los Angelesi rendőrség számítógépeibe, és nyilvánosságra hozta a fedett rendőrtisztek személyazonosságát. És mindezt még az előtt, hogy az információk kiszivárogtatása végzetes következményekkel járna. Street kénytelen szembenézni a múltban elkövetett vétkeivel. |     |                                   |                     |                                     |                                      |             |
| 96. | 12. | Műkincsek (Provenance)            | Billy Gierhart      | Imogen Browder                      | 2022. március 6. 2022. június 8.     | 4,00 millió |
| Miután egy fegyveres rablóbanda beveszi magát egy belvárosi aukciós házba, a helyzet igen hamar személyes üggyé válik Hondo számára, amikor Winnie nevű húgát is túszul ejtik. |     |                                   |                     |                                     |                                      |             |
| 97. | 13. | Gyutacs (Short Fuse)              | Guy Ferland         | Kent Rotherham                      | 2022. március 13. 2022. június 15.   | 4,15 millió |
| Amikor egy gyógyíthatatlan beteg megszökik a kórházból, mert még halála előtt mindenképpen rendezni akarja régi ügyeit, a SWAT egység kénytelen összefogni régi riválisukkal, Hicksszel, hogy meg tudják védeni a szökevény által célba vett embereket. Nichelle olyan sorsfordító esemény elé néz, amely komoly hatással lesz Hondoval való kapcsolatára. |     |                                   |                     |                                     |                                      |             |
| 98. | 14. | Albatross (Albatross)             | John Terlesky       | Michael Gemballa                    | 2022. március 20. 2022. június 22.   | 3,94 millió |
| Amikor az egység lecsap egy veszélyes rablóbandára, Tan szembekerül egy férfival, aki egykor komoly szerepet játszott az életében. Lucat felkérik, hogy ideiglenesen helyettesítse Hickset. |     |                                   |                     |                                     |                                      |             |
| 99. | 15. | Donor (Donor)                     | Lina Esco           | Ryan Keleher                        | 2022. március 27. 2022. június 29.   | 3,67 millió |
| Amikor egy fegyveres kórházi dolgozókat vesz célba, a S.W.A.T. egység az idővel fut versenyt, hogy megtalálja azt a gyászoló apát, akinek a fia amiatt halt meg, mert visszautasították a vesetranszplantációját. Hondo olyan bizonyíték után kutat, amely magyarázatul szolgálhat a Los Angelesi pénzmosók egyre növekvő számára. |     |                                   |                     |                                     |                                      |             |
| 100. | 16. | A szökevény (The Fugitive)        | Billy Gierhart      | Matthew T. Brown                    | 2022. április 10. 2022. június 29.   | 3,95 millió |
| Amikor egy helyi rádiócsatornánál hagyott testkamera-felvételen az látható, hogy Hondo épp lelő két rendőrtisztet, Hondo kénytelen menekülőre fogni, amíg az egység megpróbálja tisztázni a nevét. |     |                                   |                     |                                     |                                      |             |
| 101. | 17. | Panaszok (Cry Foul)               | Oz Scott            | Amelia Sims                         | 2022. április 17. 2022. július 6.    | 4,04 millió |
| Amikor egy sor halálos robbanás éri az olajtornyokat Los Angelesben, a csapatnak le kell vadásznia egy aktivistából lett terroristák. Deacon és felesége azon fáradoznak, hogy kiszabadítsanak egy korábbi kábítószer-kereskedőt, akiről úgy vélik, hogy egy olyan gyilkossággal vádolják, amit nemőkövetett el. |     |                                   |                     |                                     |                                      |             |
| 102. | 18. | Család (Family)                   | Alrick Riley        | Mia Fichman                         | 2022. április 24. 2022. július 6.    | 4,19 millió |
| Amikor Hicks tanúja lesz régi barátja meggyilkolásának, a csapat azon dolgozik, hogy megtalálja az elkövetőt. Luca azon küszködik, hogyan tud segíteni a testvérén, akit letartóztattak. |     |                                   |                     |                                     |                                      |             |
| 103. | 19. | Tévúton (Incoming)                | Oz Scott            | Michael Gemballa & Matthew T. Brown | 2022. május 1. 2022. július 13.      | 3,88 millió |
| A repülőt, amelyen Street egy veszélyes foglyot szállít eltérítik. |     |                                   |                     |                                     |                                      |             |
| 104. | 20. | Dilemma (Quandary)                | Stephanie Marquardt | Sarah Alderson                      | 2022. május 8. 2022. július 13.      | 4,08 millió |
| A SWAT csapat rájön, hogy egy illegális fegyverkereskedő fegyvereket adott el valakinek, aki egy magas rangú politikus meggyilkolását tervezi. |     |                                   |                     |                                     |                                      |             |
| 105. | 21. | Zodiákus (Zodiac)                 | Cherie Dvorak       | Kent Rotherham & Mellori Velasquez  | 2022. május 15. 2022. július 20.     | 4,09 millió |
| Egy betörés halálos áldozatot követel: Leroy Hondotól kér segítséget. |     |                                   |                     |                                     |                                      |             |
| 106. | 22. | Búcsú (Farewell)                  | Billy Gierhart      | Andrew Dettmann & J. Stone Alston   | 2022. május 22. 2022. július 20.     | 3,36 millió |
| Amikor egy egyetemi kémiai labor rossz kezekbe kerül, a SWAT csapat minden erejével azon dolgozik, hogy meghiúsitson egy pusztító terrortámadást. |     |                                   |                     |                                     |                                      |             |

## 7. évad (2024)
| Sor. | Év. | Cím                                  | Rendező           | Író                              | Premier                              | Nézettség   |
| --- | --- | ------------------------------------ | ----------------- | -------------------------------- | ------------------------------------ | ----------- |
| 129. | 1.  | Az ígéret (The Promise)              | Billy Gierhart    | Kent Rotherham                   | 2024. február 16. 2024. november 6.  | 5,24 millió |
| Az egység Mexikóba utazik, hogy egy szökevényt kísérjen vissza az Egyesült Államokba, de a dolgok félresiklanak, amikor Hondónak meg kell mentenie egy idős tanút, aki szorosan kapcsolódik az ügyhöz.                                                            |     |                                      |                   |                                  |                                      |             |
| 130. | 2.  | Béketárgyalások (Peace Talks)        | Billy Gierhart    | Sarah Alderson                   | 2024. február 23. 2024. november 13. | 4,96 millió |
| Hondo és Hicks kétségbeesetten keresik Powellt, aki Mexikóvárosban tűnt el egy olyan vákuumbombával együtt, amely ezrek halálát okozhatja. |     |                                      |                   |                                  |                                      |             |
| 131. | 3.  | Az éj leple alatt (Good for Nothing) | Maja Vrvilo       | Alan Morgan                      | 2024. március 1. 2024. november 20.  | 5,02 millió |
| A 20-as osztagnak akcióba kell lépnie, amikor jakuza bérgyilkosok Los Angelesbe érkeznek, és külföldre vándorolt titokzatos japánokra kezdenek el vadászni. |     |                                      |                   |                                  |                                      |             |
| 132. | 4.  | Alkatrészek (Spare Parts)            | Cherie Dvorak     | Ryan Keleher                     | 2024. március 8. 2024. november 27.  | 4,73 millió |
| A SWAT egység levadássza azt a chilei fegyverkereskedőt, aki korábban ismeretlen szándékkal elrabolt egy nőt és a lányát egy Los Angeles-i partiról. |     |                                      |                   |                                  |                                      |             |
| 133. | 5.  | Az út vége (End of the Road)         | Jann Turner       | Matthew T. Brown                 | 2024. március 8. 2024. december 4.   | 4,45 millió |
| A Long Beach-i SWAT egységgel közös kiképzés során Street felfedezi, hogy egy motoros klub páncéltörő lövedékeket lopott el, és a 20-as osztagot is behívja a banda utáni hajszába, mielőtt azok végrehajtanák az általuk kitervelt vakmerő és veszélyes rablást. |     |                                      |                   |                                  |                                      |             |
| 134. | 6.  | A szökés (Escape)                    | Hanelle Culpepper | John Amato                       | 2024. március 15. 2024. december 11. | 4,70 millió |
| Miután egy börtönszállító furgon felborul, Hondo és a csapat három női szökevényre vadásznak, köztük egy sorozatgyilkosra, aki a tombolás szélén áll. |     |                                      |                   |                                  |                                      |             |
| 135. | 7.  | Utolsó bejelentkezés (Last Call)     | Michael D. Olmos  | Mellori Velasquez                | 2024. április 5. 2024. december 18.  | 4,49 millió |
| Miután megdöbbentő módon a 20-as osztag egyik tagját lelőtték, Hondo és az egység városszerte hajtóvadászatot indít a gyilkosságot végrehajtó rablóbanda után. |     |                                      |                   |                                  |                                      |             |
| 136. | 8.  | A család az első (Family Man)        | Larry Teng        | Amelia Sims                      | 2024. április 12. 2025. január 8.    | 4,61 millió |
| A csapat egy világvége hívőkből álló családdal kerül szembe, akik elbarikádozták magukat az otthonuk erődjében, és Deacon a vihar középpontjában találja magát.                                                                                                   |     |                                      |                   |                                  |                                      |             |
| 137. | 9.  | Mézesmadzag (Honeytrap)              | Oz Scott          | Michael Gemballa                 | 2024. április 19. 2025. január 15.   | 4,46 millió |
| Amikor egy női rablóbanda csapdát állít és megöl több gazdag VIP-t, Hondót és a 20-as osztagot hívják, hogy elfogják a veszélyes szökevényeket, mielőtt a halálos áldozatok száma tovább emelkedne.                                                               |     |                                      |                   |                                  |                                      |             |
| 138. | 10. | A bosszú (SNAFU)                     | Alex Russell      | Charlie Haddaway                 | 2024. április 26. 2025. január 22.   | 4,66 millió |
| Miközben a 20-as osztag a Los Angelest terrorizáló hidegvérű mesterlövész nyomába ered, Hondo felfedez egy kapcsolatot a saját szomszédságával, ami személyes fordulatot hoz a halálos lövész utáni hajszába.                                                     |     |                                      |                   |                                  |                                      |             |
| 139. | 11. | Suttogások (Whispers)                | Cherie Dvorak     | Sarah Alderson                   | 2024. május 3. 2025. január 22.      | 4,37 millió |
| Tan egyszemélyes küldetésben találja magát, hogy megmentse új szerelmét és annak újságíró munkatársait, amikor zsoldosok veszik át az uralmat egy fekete-nyakkendős tudósítói vacsorán.                                                                           |     |                                      |                   |                                  |                                      |             |
| 140. | 12. | Hűség (Allegiance)                   | Jay Harrington    | Kent Rotherhan                   | 2024. május 10. 2025. január 29.     | 4,30 millió |
| Amikor egy csapat erőszakos ökoterrorista elrabolja egy energiavállalat vezetőjének tizenéves fiát, a SWAT-nak ki kell bogoznia az emberrablók csavaros indítékait, mielőtt végrehajtják a nagy kockázatú mentőakciót.                                            |     |                                      |                   |                                  |                                      |             |
| 141. | 13. | Az egység (Twenty Squad)             | Billy Gierhart    | Matthew T. Brown és Daniela Labi | 2024. május 17. 2025. január 29.     | 4,39 millió |
| A SWAT az eddigi leghalálosabb ellenféllel néz szembe, amikor egy szélsőségesekből álló erőszakos csoport fél Los Angeles felrobbantásával akar bosszút állni, ami több ezer ember halálát okozhatja.                                                             |     |                                      |                   |                                  |                                      |             |

## Fordítás
Ez a szócikk részben vagy egészben  a   List of S.W.A.T. episodes című angol Wikipédia-szócikk ezen változatának fordításán alapul.  Az eredeti cikk szerkesztőit annak laptörténete sorolja fel. Ez a jelzés csupán a megfogalmazás eredetét és a szerzői jogokat jelzi, nem szolgál a cikkben szereplő információk forrásmegjelöléseként.